# Lipoblastom
Das Lipoblastom ist ein umschriebener, gutartiger Tumor des Kindesalters, der morphologisch fetalem Fettgewebe ähnelt.
Die Erstbeschreibung erfolgte 1926 durch den deutschen Pathologen Rudolf Jaffé.
Zu unterscheiden ist eine sich diffus ausbreitende Form des Tumors, die man als Lipoblastomatose bezeichnet.

## Epidemiologie
Lipoblastome treten zumeist in den ersten drei Lebensjahren in Erscheinung und können gelegentlich auch schon bei Geburt vorhanden sein. Männliche Individuen sind etwa dreimal häufiger betroffen.

## Morphologie
Makroskopisch sind Lipoblastome meist kleine (üblicherweise 2–5 cm große), gut umschriebene, gelappte fettgewebsähnliche Tumoren mit gelatinösen Gewebsarealen.
Histologisch setzen sie sich zusammen aus reifen und unreifen Formen von Fettzellen, wobei die letzteren Lipoblasten unterschiedlicher Entwicklungsstadien repräsentieren. Durch Bindegewebsstränge entsteht eine lobuläre (gelappte) Gewebsarchitektur.

## Klinische Symptomatik
Lipoblastome machen sich häufig klinisch bemerkbar als langsam wachsende Knoten innerhalb des Unterhautfettgewebes der Extremitäten, können aber prinzipiell an vielen weiteren Lokalisationen (Mediastinum, Retroperitoneum, Körperstamm, Kopf und Hals, Lunge, Herz etc.) vorkommen und lokalisationsabhängig spezifische Symptome hervorrufen.

## Diagnose
Bildgebende diagnostische Verfahren wie die Computertomographie und Magnetresonanztomographie können zur Diagnosefindung und Therapieplanung beitragen, erlauben jedoch keine zuverlässige Unterscheidung von Lipomen oder Liposarkomen, weswegen eine definitive Diagnose nur durch histologische Untersuchung des Tumorgewebes zu stellen ist.

## Therapie
Methode der Wahl ist die vollständige chirurgische Entfernung des Tumors.

## Prognose
Lipoblastome sind als vollkommen gutartige Läsionen einzustufen, die sich weder in bösartige Tumoren umwandeln noch Metastasen bilden, jedoch gelegentlich rezidivieren können.